# Giacomo Cuttone
Giacomo Cuttone (Marsala, 7 gennaio 1958) è un pittore italiano.

## Biografia
Giacomo Cuttone, nato a Marsala il 7 gennaio 1958, ha compiuto gli studi presso il Liceo Artistico e l’Accademia di Belle Arti di Palermo. Dal 1984 insegna "Arte e immagine" nelle scuole secondarie di I grado.
Dal 1972 espone a numerose mostre collettive nazionali e internazionali ed ha al suo attivo diverse mostre personali realizzate nel territorio nazionale: Roma, Firenze, Salerno, Brescia, Novi Ligure, Racalmuto, Marsala e Mazara del Vallo. La sua personale al Palazzo Municipale di Racalmuto nel 1986 è stata inaugurata dallo scrittore Leonardo Sciascia.
Nel 2001 partecipa alla XXVI Rassegna Internazionale di Pittura e Scultura Bice Bugatti. Nel 2002 alla XXI Rassegna del disegno Giovanni Segantini di Nova Milanese. Nel 2004 alla XXXXI Mostra Nazionale di Pittura Contemporanea Santhià.
Nel 2011 sulla rivista Fermenti viene pubblicata una notazione sulla sua pittura. Nel 2012 a Roma, presso il Lavatoio Contumaciale, diretto da Tomaso Binga, ha realizzato una mostra delle sue grafiche. Nel 2018 la Rivista Italiana della Treccani pubblica una sua grafica.
Nel 2020 partecipa alla Mostra Nazionale di Arte Contemporanea per i 2600 anni dalla fondazione di Akragas, Accademia di Belle Arti Michelangelo di Agrigento. Nello stesso anno il quotidiano Giornale di Sicilia dedica un’intera pagina alla sua pittura “ai tempi del Coronavirus”.
Nel 2021, con la mostra Morfologie. Per sguardi, tracce. Una scholé mazarese, a cura di Aldo Gerbino, svoltasi a Mazara del Vallo nella Galleria d’arte contemporanea “Santo Vassallo”, dà vita – insieme a Fabio Accardo Palumbo, Paolo Asaro e Giuseppe Tumbarello – a La Scuola di Mazara. Sempre nel 2021 diventa responsabile artistico della rivista di arte, letteratura e scienze Spiragli nuova serie.
Nel 2022 il quaderno elettronico di critica letteraria Retroguardia 3.0 – Miscellanea, sceglie il trittico L’origine du monde – Omaggio a Gustave Courbet  come copertina per le letture de Il wu wei della poesia contro le guerre. Nello stesso anno gli viene assegnato il Premio Lauro d’oro delle belle arti dall’Accademia di Belle Arti Michelangelo di Agrigento, questa la motivazione: interprete del tempo presente, sapendo leggere le tensioni della contemporaneità e con sensibilità ha saputo ascoltare le istanze dell’umanità nuova.
Nel 2023 diventa consulente editoriale della rivista internazionale Litterateur rw e cura mensilmente una rubrica di grafica dal titolo from-sign-to-sign. Nello stesso anno a Trivandrum (Kerala, India) ha ricevuto il premio internazionale KM Anthru.
I suoi dipinti e disegni sono apparsi in molti libri e formato anche diverse cover: The dreaming machine,  Litterateur Redefining world, Reflectoem, The Antonym bridge to global literature, Chant de le Sirene, La macchina sognante-Contenitore dii scritture dal mondo. Una sua opera fa parte della collezione della Civica Galleria d’Arte Contemporanea di Troina.